# 엘리게이터 (영화)
《엘리게이터》(영어: Alligator)는 미국에서 제작된 루이스 티그 감독의 1980년 독립 공포 영화이다. 로버트 포스터 등이 출연하였고, 브랜던 체이스 등이 제작에 참여하였다.
1991년 속편 비디오 영화 《엘리게이터 2》가 출시되었다.

## 줄거리
1968년 한 소녀가 가족 여행 중 플로리다주에서 새끼 악어를 산다. 가족이 시카고 집으로 돌아온 뒤 동물을 싫어하는 소녀의 아버지는 새끼 악어를 변기에 넣고 물을 내려 버린다.  
도시 하수도로 흘러간 새끼 악어는 한 불법 실험에서 성장 촉진제를 맞았던 실험 동물들의 사체를 주워 먹으며 생존한다. 이 성장 촉진제에는 물질대사를 증대시켜 식욕을 늘리는 부작용이 있다. 악어의 체내에는 자연스럽게 성장 촉진제가 축적된다.
12년이 흐른 1980년, 이 악어는 데이노수쿠스와 푸루스사우루스를 교배한 것 같은 모습의 36 피트(11 m) 크기 돌연변이 식인 악어가 되어 있다.  

## 출연진
- 로버트 포스터
- 로빈 라이커
- 마이클 가조
- 딘 재거
- 시드니 래식
- 잭 카터
- 페리 랭
- 헨리 실바
- 에인절 톰프킨스
- 수 라이언
- 로이스 D. 애플게이트
- 짐 보키
- 딕 리처즈
- 마이클 머저키
- 케인 호더 (크레디트 미기재)

## 기타 제작진
- 협력 제작: 톰 제이컵슨
- 배역: 지노 헤이븐스, 로리 레이빈
- 세트: 시드 스마일리

## 같이 보기
- 하수구 악어